# 甲斐拓也
甲斐 拓也（かい たくや、1992年11月5日 - ）は、大分県大分市出身のプロ野球選手（捕手）。右投右打。読売ジャイアンツ所属。
福岡ソフトバンクホークス時代の2011年から2016年までの登録名は「拓也」。日本シリーズでMVPを受賞した最初の育成ドラフト出身選手で、千賀滉大とともに育成出身選手史上初のオリンピック代表選手に選出された。
また、NPB史上初となる育成選手出身のシーズン2桁本塁打達成者。

## 経歴

### プロ入り前
小学校1年生の時に3歳年上の兄の影響で野球を始めた。兄は第89回全国高等学校野球選手権大会に楊志館高等学校のエースとして出場している。中学時代は「大分リトルシニア」に所属し、内野手としてプレーし、田中太一とともに全国大会にも出場。
兄と同じ楊志館高等学校に入学後、捕手へ転向（この時の2年上の先輩マネージャーが『あっこと僕らが生きた夏』のモデルとなった）。2年時から正捕手となった。夏の全国高等学校野球選手権大分大会は準々決勝で今宮健太擁する明豊高等学校に完封負けを喫した。高校通算40本塁打のうち3年春から夏にかけて25本量産し、甲子園出場に期待がかかったが、3年夏は初戦の大分県立別府羽室台高等学校に1対4で敗れた。そのため、7月下旬時点で野球部を引退し「進路にプロという選択肢なんてあるわけがなかった」状況下で大学進学か就職か、野球を続けるか続けないか決断を下せないままでいたところ、同校野球部監督の宮地弘明が、ソフトバンクの九州担当スカウト福山龍太郎に連絡を入れ、甲斐のプレーを一度見てやってくれないかと依頼、要望を受けて福山がテストとして甲斐を視察し、スローイングなどが評価されたことと、翌年からソフトバンクが三軍制度を導入するタイミングと重なったこともあり、2010年10月28日のプロ野球ドラフト会議にて福岡ソフトバンクホークスから育成6位指名を受け、12月11日に入団発表を行った。背番号は130。登録名は「拓也」となった。

### ソフトバンク時代
2011年は一軍（パシフィック・リーグ）だけでなく、二軍（ウエスタン・リーグ）でも公式戦への出場機会はなかった。
2012年は4月27日に開催された二軍の阪神タイガース戦（阪神甲子園球場）で、プロ2年目で自身初となるウ・リーグ公式戦出場を果たした。二軍公式戦では20試合に出場し、うち先発マスクは7試合だった。
2013年は三軍で83試合に出場したため、二軍公式戦での出場は4試合にとどまった。11月21日、猪本健太郎とともに支配下選手登録され、背番号は62へ変更された。11月26日から台湾で開催されたアジアウインターベースボールリーグにNPB選抜として派遣され、12試36打数で10安打10四球、打率.278出塁率.447の成績を残した。
2014年は1月30日に山下斐紹の右肩の調子が思わしくなかったため、宮崎キャンプのA組に抜擢される。休日返上の練習や、紅白戦・練習試合での強肩のアピールなどもあり、開幕を一軍で迎えたが、捕手2人体制という方針により4月2日に出場選手登録を抹消。6月4日に再昇格すると、同月7日にMAZDA Zoom-Zoom スタジアム広島で開催されたセ・パ交流戦の対広島東洋カープ4回戦で9回裏14点リードから捕手として自身初の一軍公式戦初出場を果たし、1イニング嘉弥真新也の球を受けたが岩本貴裕に3点本塁打を打たれるなど守備のみの出場で打席は回ってこなかった。6月13日に二軍降格となり、一軍の出場はその1試合にとどまった。7月17日に長崎県営野球場で行われたフレッシュオールスターゲームに選出され「8番・捕手」で先発出場し、2打数1安打1四球だった。二軍では58試合に出場し、38試合に先発出場、捕逸はリーグワースト2位の4だった。
2015年は2年連続で開幕一軍登録を勝ち取るが、4月2日に出場選手登録を抹消される。一軍戦での出場機会は前年同様の1試合にとどまり、二軍において54試合に出場する。
2016年は宮崎春季キャンプにてA組でスタートしたが、3年連続の開幕一軍登録は果たせなかった。6月3日、一軍出場選手登録され、6月16日に明治神宮野球場で開催されたセ・パ交流戦の東京ヤクルトスワローズ3回戦では、9回表に代打として一軍初打席を迎え、適時二塁打を打ち初安打・初打点を記録する。以降、9月20日に一軍出場選手登録抹消されるまで三番手捕手として13試合に出場する。二軍では42試合に出場し、キャリアハイとなる打率.323の成績を残す。12月6日に契約更改交渉を行い、300万円アップの年俸900万円（金額は推定）で更改した。
2017年は登録名を拓也から本名の甲斐拓也へ変更。宮崎春季キャンプでは斐紹、張本優大、栗原陵矢らとともに若手捕手4名がA組スタートとなり、キャンプからオープン戦にかけて開幕一軍出場選手登録を争い、開幕一軍入りを勝ち取る。4月2日に福岡ヤフオク!ドームで行われた千葉ロッテマリーンズ戦において、一軍公式戦で初となる先発出場を果たす。5月2日の埼玉西武ライオンズ戦（福岡ヤフオク!ドーム）では、プロ初本塁打となる逆転満塁本塁打を打つ。2017年シーズンは主に東浜巨や千賀滉大、石川柊太や松本裕樹などの若手先発投手陣とバッテリーを組み、自己最多の103試合に出場した。クライマックスシリーズファイナルステージ、日本シリーズにおいても、東浜・千賀とバッテリーを組んだ。10月28日に福岡ヤフオク!ドームで行われた日本シリーズ第1戦・横浜DeNAベイスターズ戦において、千賀自身のポストシーズン初勝利と、日本シリーズ初の育成選手出身投手の開幕戦登板と初勝利を、同じく育成選手として同期入団したバッテリーで飾るなど、チームの日本シリーズ優勝に貢献した。11月9日には育成出身捕手として初のゴールデングラブ賞、同月17日には育成出身選手として初のベストナインを受賞する。12月19日、契約更改交渉に臨み、3100万円アップの年俸4000万円（金額は推定）でサインした。
2018年は133試合に出場、盗塁阻止率.447で12球団の捕手中、唯一の阻止率4割超を記録した。2018年のパシフィック・リーグクライマックスシリーズでも、ファーストステージで北海道日本ハムファイターズの2年連続シーズン盗塁王の西川遥輝に2盗塁は許したものの、1盗塁刺1牽制刺を記録しファイナルステージでも同シーズン12球団最多の盗塁数を誇る埼玉西武ライオンズに盗塁を許さず、ホークスとしてはシーズン2位から初となる日本シリーズ出場を果たす。日本シリーズでも全6試合で先発出場し、打撃ではわずか2安打1盗塁1犠打打率.143ながらシリーズ新記録となる6連続盗塁阻止（1シリーズにおける通算盗塁阻止数としては、1952年の巨人広田順と並ぶタイ記録）を達成し、育成ドラフト出身選手としては初の最優秀選手賞（MVP）を受賞した。オフの11月に開催された日米野球の日本代表に選出された。12月26日、2500万円増となる推定年俸6500万円で契約を更改した。
2019年は自己最多の137試合に出場し、うち133試合で先発出場するなど正捕手に定着。9月6日のヤフオクドームでのロッテ戦では、千賀滉大とバッテリーを組み、千賀のノーヒットノーランの達成に貢献。3年連続のゴールデングラブ賞を受賞した。また、この年は打撃も好調で8月6日のロッテ戦では2回表に育成出身野手としては初となる2桁本塁打を達成。自身初となる規定打席にも到達し、打率.260、11本塁打、43打点と好成績を残した。シーズンオフの11月28日に背番号を19へ変更することが発表された。ホークスの捕手が背番号「19」を着用した事例は、前身である南海ホークス時代の1977年に野村克也が着用して以来、43年ぶり。12月23日、4500万円増となる推定年俸1億1000万円で契約を更改。育成出身の野手としては初めて年俸が1億円を超えた。
2020年も正捕手として起用されたが、試合終盤や特定の投手の先発の場合に髙谷裕亮が起用されることもあった。7月2日（対日本ハム・札幌ドーム）にサヨナラ負けを喫すと、その翌日から3試合続けて試合出場がなかった。4試合ぶりに出場した7月7日（対楽天・福岡PayPayドーム）は最後までマスクをかぶりチームの勝利に貢献した。10月13日に髙谷が故障により一軍登録を抹消されると、その後はほぼ一人で捕手を務め、10月10日（対ロッテ・福岡PayPayドーム）から続いていた工藤監督就任後最長となる12連勝にも貢献した。10月27日（対ロッテ・福岡PayPayドーム）、6回に2年連続2桁となる10号2ラン、8回に適時二塁打と3打点の活躍を見せ、チームは3年ぶりのリーグ優勝を果たし、甲斐自身は初めてグラウンドで優勝の瞬間を迎えた。ロッテとのクライマックスシリーズ、および巨人との日本シリーズでは、全試合にフル出場した。特に日本シリーズでは、このシリーズ唯一の2本塁打を打ち打撃面でもチームの4連覇に貢献した。シーズンオフの12月17日に行われたNPB AWARDS 2020において、4年連続4回目のゴールデングラブ賞、3年ぶり2度目のベストナイン、千賀滉大と最優秀バッテリー賞を初受賞し表彰された。12月25日、5500万円増となる推定年俸1億6500万円で契約を更改した。
2021年も正捕手として全試合出場を続けた。打撃も当初は好調で、ペナントレースでは12球団で唯一、捕手として全試合先発出場を続けていたが、9月5日（対オリックス・福岡PayPayドーム）のシーズン106試合目で初めてスタメンを外れた（途中出場）。シーズンでは全143試合に出場、盗塁阻止率.452、守備率.999、102補殺など多くの数字でリーグトップで、5年連続5度目のゴールデングラブ賞も獲得。12本塁打、2年連続リーグ最多犠打を記録したが、一方でリーグワースト2となる打率.225、リーグワーストの142三振を記録した。オフに、4500万円増となる推定年俸2億1000万円で契約を更改した。
2022年春季キャンプでは、前シーズンで打率.227に終わった打撃面の改善のために、ソフトバンク球団会長付特別アドバイザーを務める城島健司の指導を受け、打撃改造に取り組んだ。4月10日の対西武3回戦の5回表、無死一・二塁の場面で、ディートリック・エンスの5球目を打ち三ゴロ、球団として20年ぶりのトリプルプレーとなった。また、5月11日の対西武戦（PayPayドーム）では東浜のノーヒットノーランをアシストした。しかし、出場130試合で規定打席に届かず、本塁打も同年は1本、得点圏打率.202と勝負強さも発揮できず、若手の渡邉陸や海野隆司に先発マスクを譲る試合や終盤に代打を送られるケースが目立った。それでも犠打はリーグ最多、シーズン記録として自己最高の38本を記録。盗塁阻止率.343でリーグ2位の成績を残した。6年連続6度目のゴールデングラブ賞と、84票の森友哉をかわし、125票を獲得して2年ぶり3度目となるベストナインを受賞した。12月21日、現状維持となる推定年俸2億1000万円で契約を更改した。
2023年8月18日の西武戦（福岡PayPayドーム）では石川のノーヒットノーランをリードした。捕手としてノーヒットノーランを3度以上経験したのは、和田博実、佐竹一雄（4度）、吉原正喜、谷繁元信に次いで5人目。12月21日、現状維持となる推定年俸2億1000万円で契約を更改した（球団からは複数年契約も提示されたが、単年契約となった）。
2024年は、大関友久、大津亮介両投手の先発登板時に海野隆司が先発起用されることが多く、前年に比べ出場試合数が減少する。しかし8月31日の対ロッテ23回戦（ZOZOマリンスタジアム）で先発出場し通算1000試合出場を達成。NPB史上534人目で育成出身選手としては全ポジションを通じ史上初、ホークスの捕手としても2004年に達成した城島健司以来となった。119試合に出場し、打率.256、5本塁打、43打点で4年ぶりのリーグ優勝に貢献した。7回目のゴールデングラブ賞を獲得した。有原航平と最優秀バッテリー賞を受賞した。シーズン終了後の11月13日に国内フリーエージェント権の行使を宣言した。

### 巨人時代
2024年12月17日に読売ジャイアンツに移籍することが発表された。4年契約で推定15億円（5年以上の契約で推定総額20億円超えとも報道されている）。移籍の決め手については「阿部監督ですね」と話し、阿部慎之助から「グラウンド上ではキャッチャーというのは監督なんだ。そういった司令塔としていてもらいたい、また背番号10番もそういった思いを受け継いでほしい」と、阿部が現役時代に背負った背番号10を背負うこととなった。FA移籍の人的補償として伊藤優輔がソフトバンクに移籍した。
2025年は開幕マスクをかぶり、3・4月は打率.316、2本塁打、9打点と打撃面も好調で、約4年ぶりに5番打者として起用される試合もあった。しかし、5月の月間打率は.196に落ち込み、同月からは岸田行倫が先発マスクをかぶる試合が増え始める。前年までパ・リーグ球団に在籍していたことから、6月のセ・パ交流戦について「対戦を何年もしてきているのである程度、データはあります」と自信をみなぎらせ、リード面での活躍を宣言し、交流戦18試合中7試合で先発マスクをかぶったが、いずれの試合でも投手が4失点以上を喫し、チームも7戦全敗であった。

## 代表経歴

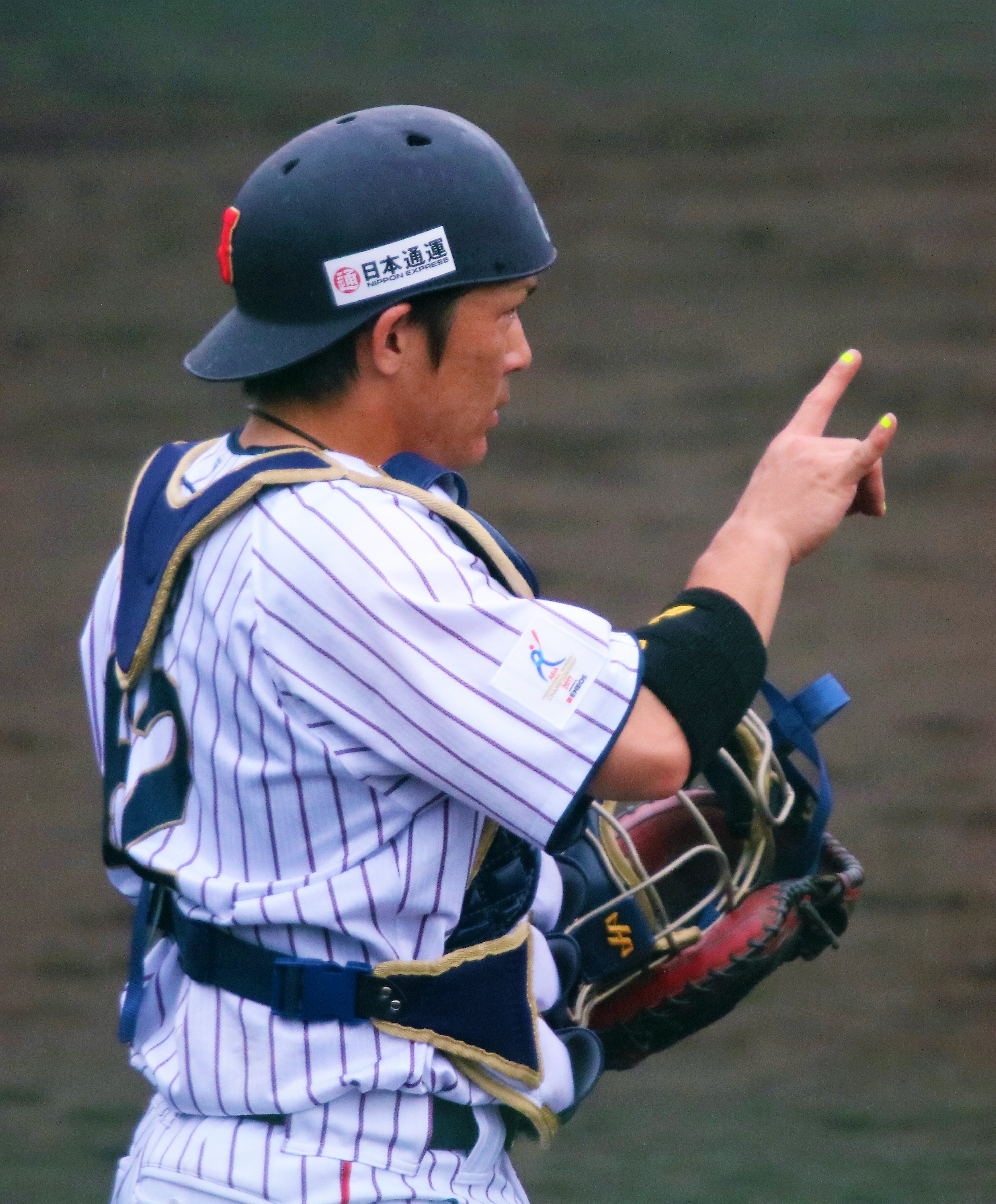
2017年11月13日、侍ジャパン練習試合にて

2017年10月12日に第1回アジア プロ野球チャンピオンシップの日本代表に選出された。
2019年11月に開催された第2回WBSCプレミア12の日本代表に選出された。
2021年は2020年東京オリンピックの野球競技の日本代表として、全5試合に出場（1試合のみ途中出場）した。正捕手としての役割を果たしたほかに打撃の面でも活躍した。開幕試合のドミニカ戦では、9回裏一死一・三塁の場面でスクイズを決め同点に追いついた。2戦目のメキシコ戦では、2回表二死一・二塁の場面で同点適時打を放った。圧巻は3戦目のアメリカ戦（準々決勝）で、延長10回裏（タイブレーク）の同点の一死二・三塁の場面で、変則的に相手守備陣が内野を5人で守る中、初球を打ち右翼フェンス直撃のサヨナラ打とした。オリンピック全体を通じてもチーム最高の打率.385と侍ジャパンの金メダル獲得に貢献した。
2023年3月に第5回ワールド・ベースボール・クラシックの日本代表に選出された。中国戦、チェコ戦、イタリア戦で先発出場するなど、主戦捕手の一人として奮闘。打撃面では11打数1安打5三振の打率.091と振るわなかったが、途中出場した準決勝のメキシコ戦では源田壮亮の執念のタッチにつながる送球で盗塁を阻止し、優勝に貢献している。

## 選手としての特徴
メジャーリーグベースボール（MLB）トップに匹敵する平均1.83秒・最速二塁送球1.71秒を誇る圧倒的な強肩を武器とし「甲斐キャノン」の異名を持つ。
肩の強さは遠投115メートルとプロとしては決して突出してはいないものの、甲斐本人は「動作が速いんだと思うんです」と話している。吉鶴憲治一軍バッテリーコーチ（当時）も「足が速いんだ。ステップワーク。だから捕って素早く投げられる。あと制球の良さ。いかに正確に早く投げられるかが勝負だから」と語っている。身長170cmとプロ野球の捕手としては小柄な体格から、素早い動きを見せている。上記の様に肩に対する高い評価が目立つが、プロ関係者やスカウトからは捕球と動作の評価も非常に高い。2013年末の台湾のウィンターリーグでは、インサイドワークが評価を集めた。なお「甲斐キャノン」は『機動戦士ガンダム』に登場するガンキャノンとそのパイロットであるカイ・シデンに由来する。
現役時代、ミットを動かすなというフレーミングとは逆の指導を受けた里崎智也は甲斐の守備を12球団ナンバーワンと評しており、若手の頃からも連覇の鍵となる存在と絶賛していた。
谷繁元信も甲斐について「下半身、ステップの使い方とか本当に上手。ほぼ出来上がっている。体の強さも今のところあると思う」と絶賛し、打撃面も「ちゃんと振れば、（打球が）飛んでいきますからパンチ力もある」と述べている。
前阪神監督の岡田彰布は「非常にクレーバーな捕手。キャリアの豊富さは何よりも強みだ。リード面ではオーソドックスで特別裏をかいたり冒険しないタイプの安全運転という印象が強い。それはソフトバンクの投手が質的に優れており冒険する必要があった。セの野球の方が緻密なので、巨人とソフトバンクの投手の違いを含めてそれが通じるのか？そういうもの直面するのではというのが俺の見立ててである」と述べている。
「プレーでは良かったことよりも後悔することの方が印象に残っている」といい、試合で勝ったことよりも配球ミスを悔やむ甲斐に対し、野村克也は「そういうのをちゃんと覚えて反省している」と称賛している。野村は「人は成功してもその理由を考えない」とし、日本シリーズに勝っても失敗した理由を考える甲斐のことを「間違いないね、名捕手になるね」と評価し「失敗が糧になって良いキャッチャーになる」と太鼓判を押した。
2018年現在愛用しているキャッチャーミットは、2015年に、甲斐は憧れていたものの当時話したことも面識もなかった炭谷銀仁朗（当時埼玉西武ライオンズ）にいきなり話しかけ、ミットを譲ってもらえないか懇願し譲り受けたものである。ポケット部分が浅いためキャッチングが非常に難しいが、ボールを握りやすくキャッチングからスローイングにスムーズに移行できるという。
2019年の日本シリーズ中の記事によると、リードは通常は基本に忠実な外角球中心のものだが、時に千賀滉大の速球を活かした内角攻めを効果的に使っていたという。
北九州市民球場との相性が良く「北九州男」の異名をもつ。2017年7月19日の対西武戦では自身初の2打席連続本塁打を放ったほか、2021年4月20日の楽天戦では自身最多の1試合5打点を記録し、通算打率は.444（36打数16安打、2024年6月21日試合終了時点）。

## 人物
- 愛称は「甲斐キャノン」「タク」。
- 守備につく際には必ずホームベース付近のグラウンドをしっかりと慣らし、最後に指でグラウンドに「心」の一文字を記すことを毎イニング続けている[109]。
- 母子家庭で育ち母思いであり、同じ境遇を持つ野村克也と対談した際も「お母さんのためにも頑張ってあげなきゃね」との激励に「母のためにと思ってずっと頑張ってこれました」と語っており[104]、高校生時代から著書を読みあさるほど野村は捕手としての「教科書」としても尊敬する存在[110]。その野村からは、2017年頃に甲斐と会った時に「次は君に19をつけてもらいたい」と直々に「背番号19の後継に指名」されたことがあり[注 1]、そこから19を付けることを意識し始めたという[110]。そして2020年シーズンから背番号19を背負うことになった。母は大分市内で個人タクシーの運転手をしており、車のナンバープレートの番号をかつての甲斐の背番号と同じ「・・62」にしている[112]。
- 2018年3月30日に育成選手時代の2013年から交際していた女性と結婚、同年10月10日には長男が誕生[113][114]。2021年7月26日には第2子となる次男が誕生している[115]。
- 東京オリンピック 野球日本代表（侍ジャパン）として金メダルを獲得した栄誉をたたえ、2021年12月27日、大分市のJR大分駅構内の大分駅内郵便局前に記念のゴールドポスト（第40号）が設置された（ゴールドポストプロジェクト[116]）。

## 詳細情報

### 年度別打撃成績
| 年 度      | 球 団        | 試 合 | 打 席 | 打 数 | 得 点 | 安 打 | 二 塁 打 | 三 塁 打 | 本 塁 打 | 塁 打 | 打 点 | 盗 塁 | 盗 塁 死 | 犠 打 | 犠 飛 | 四 球 | 敬 遠 | 死 球 | 三 振 | 併 殺 打 | 打 率 | 出 塁 率 | 長 打 率 | O P S |
| ---------- | ------------ | ----- | ----- | ----- | ----- | ----- | -------- | -------- | -------- | ----- | ----- | ----- | -------- | ----- | ----- | ----- | ----- | ----- | ----- | -------- | ----- | -------- | -------- | ----- |
| 2014       | ソフトバンク | 1     | 0     | 0     | 0     | 0     | 0        | 0        | 0        | 0     | 0     | 0     | 0        | 0     | 0     | 0     | 0     | 0     | 0     | 0        | ----  | ----     | ----     | ----  |
| 2015       | ソフトバンク | 1     | 0     | 0     | 0     | 0     | 0        | 0        | 0        | 0     | 0     | 0     | 0        | 0     | 0     | 0     | 0     | 0     | 0     | 0        | ----  | ----     | ----     | ----  |
| 2016       | ソフトバンク | 13    | 7     | 6     | 1     | 1     | 1        | 0        | 0        | 2     | 1     | 0     | 0        | 0     | 0     | 1     | 0     | 0     | 4     | 0        | .167  | .286     | .333     | .619  |
| 2017       | ソフトバンク | 103   | 257   | 207   | 30    | 48    | 8        | 3        | 5        | 77    | 18    | 4     | 0        | 22    | 0     | 26    | 1     | 2     | 68    | 2        | .232  | .323     | .372     | .695  |
| 2018       | ソフトバンク | 133   | 363   | 314   | 27    | 67    | 13       | 1        | 7        | 103   | 37    | 2     | 1        | 23    | 0     | 26    | 0     | 0     | 79    | 6        | .213  | .274     | .328     | .602  |
| 2019       | ソフトバンク | 137   | 454   | 377   | 42    | 98    | 15       | 0        | 11       | 146   | 43    | 9     | 4        | 23    | 3     | 50    | 0     | 1     | 114   | 9        | .260  | .346     | .387     | .733  |
| 2020       | ソフトバンク | 104   | 360   | 289   | 44    | 61    | 15       | 0        | 11       | 109   | 33    | 4     | 4        | 22    | 3     | 43    | 0     | 3     | 80    | 7        | .211  | .317     | .377     | .694  |
| 2021       | ソフトバンク | 143   | 479   | 405   | 42    | 92    | 15       | 0        | 12       | 143   | 44    | 6     | 6        | 26    | 2     | 44    | 0     | 2     | 142   | 7        | .227  | .305     | .353     | .658  |
| 2022       | ソフトバンク | 130   | 405   | 323   | 25    | 58    | 9        | 1        | 1        | 72    | 27    | 1     | 3        | 38    | 1     | 38    | 0     | 5     | 85    | 9        | .180  | .275     | .223     | .498  |
| 2023       | ソフトバンク | 139   | 420   | 366   | 35    | 74    | 16       | 1        | 10       | 122   | 44    | 0     | 0        | 18    | 2     | 31    | 0     | 3     | 117   | 5        | .202  | .269     | .333     | .602  |
| 2024       | ソフトバンク | 119   | 392   | 344   | 34    | 88    | 25       | 0        | 5        | 128   | 43    | 1     | 1        | 14    | 2     | 31    | 0     | 1     | 89    | 6        | .256  | .317     | .372     | .690  |
| 通算：11年 | 通算：11年   | 1023  | 3137  | 2631  | 280   | 587   | 117      | 6        | 62       | 902   | 290   | 27    | 19       | 186   | 13    | 290   | 1     | 17    | 778   | 51       | .223  | .303     | .343     | .646  |

- 2024年度シーズン終了時
- 各年度の太字はリーグ最高
- 2022年の併殺打は三重殺1を含む

### WBSCプレミア12での打撃成績
| 年 度 | 代 表 | 試 合 | 打 席 | 打 数 | 得 点 | 安 打 | 二 塁 打 | 三 塁 打 | 本 塁 打 | 塁 打 | 打 点 | 盗 塁 | 盗 塁 死 | 犠 打 | 犠 飛 | 四 球 | 敬 遠 | 死 球 | 三 振 | 併 殺 打 | 打 率 | 出 塁 率 | 長 打 率 | O P S |
| ----- | ----- | ----- | ----- | ----- | ----- | ----- | -------- | -------- | -------- | ----- | ----- | ----- | -------- | ----- | ----- | ----- | ----- | ----- | ----- | -------- | ----- | -------- | -------- | ----- |
| 2019  | 日本  | 4     | 7     | 7     | 1     | 1     | 0        | 0        | 0        | 1     | 0     | 0     | 0        | 0     | 0     | 0     | 0     | 0     | 1     | 0        | .143  | .143     | .143     | .286  |

### オリンピックでの打撃成績
| 年 度 | 代 表 | 試 合 | 打 席 | 打 数 | 得 点 | 安 打 | 二 塁 打 | 三 塁 打 | 本 塁 打 | 塁 打 | 打 点 | 盗 塁 | 盗 塁 死 | 犠 打 | 犠 飛 | 四 球 | 敬 遠 | 死 球 | 三 振 | 併 殺 打 | 打 率 | 出 塁 率 | 長 打 率 | O P S |
| ----- | ----- | ----- | ----- | ----- | ----- | ----- | -------- | -------- | -------- | ----- | ----- | ----- | -------- | ----- | ----- | ----- | ----- | ----- | ----- | -------- | ----- | -------- | -------- | ----- |
| 2021  | 日本  | 5     | 16    | 13    | 3     | 5     | 0        | 0        | 0        | 5     | 3     | 1     | 0        | 1     | 0     | 2     | 0     | 0     | 2     | 0        | .385  | .467     | .385     | .769  |

### WBCでの打撃成績
| 年 度 | 代 表 | 試 合 | 打 席 | 打 数 | 得 点 | 安 打 | 二 塁 打 | 三 塁 打 | 本 塁 打 | 塁 打 | 打 点 | 盗 塁 | 盗 塁 死 | 犠 打 | 犠 飛 | 四 球 | 敬 遠 | 死 球 | 三 振 | 併 殺 打 | 打 率 | 出 塁 率 | 長 打 率 | O P S |
| ----- | ----- | ----- | ----- | ----- | ----- | ----- | -------- | -------- | -------- | ----- | ----- | ----- | -------- | ----- | ----- | ----- | ----- | ----- | ----- | -------- | ----- | -------- | -------- | ----- |
| 2023  | 日本  | 4     | 15    | 11    | 0     | 1     | 1        | 0        | 0        | 2     | 2     | 0     | 0        | 1     | 0     | 3     | 0     | 0     | 5     | 0        | .091  | .286     | .182     | .468  |

- 太字は大会最高

### 年度別守備成績
| 年 度 | 球 団        | 捕手  | 捕手  | 捕手  | 捕手  | 捕手  | 捕手     | 捕手  | 捕手     | 捕手     | 捕手     | 捕手     |
| 年 度 | 球 団        | 試 合 | 刺 殺 | 補 殺 | 失 策 | 併 殺 | 守 備 率 | 捕 逸 | 企 図 数 | 許 盗 塁 | 盗 塁 刺 | 阻 止 率 |
| ----- | ------------ | ----- | ----- | ----- | ----- | ----- | -------- | ----- | -------- | -------- | -------- | -------- |
| 2014  | ソフトバンク | 1     | 1     | 0     | 0     | 0     | 1.000    | 0     | 0        | 0        | 0        | ----     |
| 2016  | ソフトバンク | 12    | 16    | 2     | 0     | 0     | 1.000    | 0     | 0        | 0        | 0        | ----     |
| 2017  | ソフトバンク | 102   | 635   | 63    | 1     | 1     | .999     | 3     | 34       | 23       | 11       | .324     |
| 2018  | ソフトバンク | 133   | 770   | 97    | 8     | 16    | .991     | 4     | 76       | 42       | 34       | .447     |
| 2019  | ソフトバンク | 136   | 1015  | 101   | 3     | 13    | .9973    | 8     | 76       | 50       | 26       | .342     |
| 2020  | ソフトバンク | 104   | 835   | 88    | 3     | 8     | .997     | 2     | 61       | 41       | 20       | .328     |
| 2021  | ソフトバンク | 143   | 1118  | 102   | 1     | 15    | .999     | 4     | 73       | 40       | 33       | .452     |
| 2022  | ソフトバンク | 130   | 965   | 102   | 6     | 8     | .994     | 3     | 67       | 44       | 23       | .343     |
| 2023  | ソフトバンク | 139   | 931   | 101   | 5     | 10    | .995     | 1     | 76       | 51       | 25       | .329     |
| 2024  | ソフトバンク | 117   | 826   | 72    | 1     | 5     | .999     | 4     | 88       | 63       | 25       | .284     |
| 通算  | 通算         | 1018  | 7113  | 728   | 28    | 76    | .996     | 29    | 551      | 354      | 197      | .358     |

- 2024年度シーズン終了時[注 2]
- 各年度の太字はリーグ最高
- 太字年はゴールデングラブ賞受賞年

### 表彰
NPB
- ベストナイン：3回（捕手部門：2017年、2020年、2022年）
- ゴールデングラブ賞：7回（捕手部門：2017年 - 2022年、2024年）※捕手として6年連続は城島健司に次ぐ歴代2位。捕手として7回受賞は伊東勤、城島に次ぐパ・リーグ3位
- 日本シリーズMVP：1回（2018年）[43]
- 最優秀バッテリー賞：2回
  - 2020年 投手：千賀滉大
  - 2024年 投手：有原航平
- 月間最優秀バッテリー賞：2回（2020年10月 投手：千賀滉大、2021年6・7月 投手：ニック・マルティネス）

国際大会
- オリンピックの野球競技・ベストナイン：1回（捕手：2021年）

### 記録
初記録
- 初出場：2014年6月7日、対広島東洋カープ4回戦（MAZDA Zoom-Zoom スタジアム広島）、9回裏に捕手で出場
- 初打席：2016年6月16日、対東京ヤクルトスワローズ3回戦（明治神宮野球場）、9回表に鶴岡慎也の代打で出場
- 初安打・初打点：同上、中澤雅人から左越適時二塁打
- 初先発出場：2017年4月2日、対千葉ロッテマリーンズ3回戦（福岡 ヤフオク!ドーム）、「8番・捕手」で先発出場
- 初本塁打：2017年5月2日、対埼玉西武ライオンズ4回戦（福岡 ヤフオク!ドーム）、2回裏にアレクシス・キャンデラリオから左越満塁
- 初盗塁：同上、3回裏に二盗（投手：アレクシス・キャンデラリオ、捕手：炭谷銀仁朗）

節目の記録
- 1000試合出場：2024年8月31日、対千葉ロッテマリーンズ23回戦（ZOZOマリンスタジアム）、「8番・捕手」で先発出場 ※史上534人目、育成ドラフト出身選手史上初[117]

その他の記録
- 日本シリーズ6連続盗塁阻止：2018年 ※シリーズ歴代1位（従来の記録は広田順〈1952年〉、藤尾茂〈1958年〉の4[118]）
- オールスターゲーム出場：4回（2018年、2019年、2021年、2025年）

### 背番号
- 130（2011年 - 2013年）
- 62（2014年[15] - 2019年）
- 19（2020年[45] - 2024年）
- 10（2025年[75] - 、2020年東京オリンピック、2023年WBC）

### 登録名
- 拓也（たくや、2011年 - 2016年）
- 甲斐 拓也（かい たくや、2017年[35] - ）

### 登場曲

#### 現在の登場曲
- 「あなたに贈る歌」ぱんち☆ゆたか（2018年 - ）
- 「Stand by me, Stand by you.」平井大（2025年 - ）

#### 過去の登場曲
- 「世界はまだ君を知らない」阿部真央（2014年 - 2015年）
- 「Believe in yourself」阿部真央（2016年）
- 「遥か」GReeeeN（2017年 - 2018年）
- 「負けてたまるもんか」ぱんち☆ゆたか（2017年5月11日 - 2018年）
- 「Kernkraft 400」Zombie Nation（2017年日本シリーズ）
- 「俺たちの明日」エレファントカシマシ（2018年）
- 「イチブトゼンブ」B'z（2018年）
- 「あなただけ見つめてる」大黒摩季（2018年）
- 「ありがとうの輪」絢香（2019年 - 2020年）
- 「常超」山猿（2019年 - 2020年）
- 「無口な明日をきらわないで」山猿（2020年）
- 「ひとりぼっちの夜に」山猿（2020年）
- 「熱くなれ」大黒摩季（2020年）
- 「君の太陽」山猿（2020年 - 2024年）
- 「群青」YOASOBI（2021年）
- 「ダンスホール」Mrs. GREEN APPLE（2022年 - 2024年）

### 代表歴
- 2017 アジア プロ野球チャンピオンシップ 日本代表
- 2019 WBSCプレミア12 日本代表
- 2020年オリンピック野球日本代表
- 2023 ワールド・ベースボール・クラシック日本代表